# ミカエル・オリーズ
- マイケル・オリーズ[1]
- マイケル・オリーセ[2]

ミカエル・アクポヴィエ・オリーズ（Michael Akpovie Olise、2001年12月12日 - ）は、イングランド・ハマースミス出身のサッカー選手。ブンデスリーガ・バイエルン・ミュンヘン所属。フランス代表。ポジションはMF。
本人によると、名前は「マイケル・オリーセ」と発音している。
イングランドの様々なアカデミーから生まれたオリーズは、2019年にレディングでプロデビューを果たした。2021年にはプレミアリーグのクリスタル・パレスと契約して、3シーズンを過ごし、2024年にはPFA年間最優秀若手選手賞にノミネートされた。

## 経歴

### レディング
2018年7月よりレディングでの活躍で注目を集め、2019年3月12日のリーズ・ユナイテッド戦でデビューした。2021年4月にはEFLチャンピオンシップの年間若手最優秀選手賞にノミネートされた。

### クリスタル・パレス
2021年7月8日、クリスタル・パレスと5年契約を結び、移籍金830万ユーロで移籍した。2021年10月3日、レスター・シティ戦で後半に交代出場し、プレミアリーグ初ゴールを決めた。 これにより、オリーズは1998年のクリントン・モリソン以来、クリスタル・パレスで最年少のプレミアリーグ得点者となった。
2023年4月9日、リーズ・ユナイテッド戦では、プレミアリーグの1試合でオープンプレーから3ゴールをアシストした最年少選手となり、 5月13日にプレミアリーグの1シーズンで10アシストを記録した初のパレス選手となった。公式戦40試合出場で2ゴール11アシストを記録するなど、中心選手として活躍した。
2023年8月17日、クラブと新たに4年契約を結んだことが発表された。
2023-24シーズン、ハムストリングの負傷により、シーズンは出遅れ、2023年11月11日に行われたプレミアリーグ第12節のエヴァートン戦に途中出場したのが初出場となった。その後、11試合の出場で6ゴール3アシストを記録するなど、チームの中心選手として活躍していたが、2024年2月3日に行われた第23節のブライトン戦に後半開始から途中出場すると、56分に負傷交代を余儀なくされたが、5月6日のマンチェスター・ユナイテッド戦では4-0で勝利し、2得点を挙げるなど力強いパフォーマンスを見せた。リーグ戦19試合の出場で10ゴール6アシストを記録したことで、プレミアリーグのチェルシーやニューカッスル、マンチェスター・シティ、マンチェスター・ユナイテッドなどが獲得に興味を示していた。

### バイエルン・ミュンヘン
2024年7月7日、バイエルン・ミュンヘンに移籍した。契約期間は2029年6月30日までの5年契約。移籍金はボーナス込みで6000万ユーロと報じられた。
2024年8月16日に行われたDFBポカールのSSVウルム戦では、交代出場から2分でキングスレイ・コマンのゴールをアシストした。9月14日、ホルシュタイン・キール戦でブンデスリーガ初ゴールを決めた。9月17日、UEFAチャンピオンズリーグのディナモ・ザグレブ戦でCLデビューを果たした。2024-25シーズンはリーグ戦34試合に出場し12ゴール15アシストの活躍でリーグ優勝に貢献した。チャンピオンズリーグでは14試合に出場し、5ゴール2アシストを記録した。

### 代表歴
ナイジェリア人の父とアルジェリアにルーツを持つフランス人の母を持ち、ロンドン生まれのため、イングランドを含む4カ国の代表でプレーする権利を持つ。2021年3月にはナイジェリア代表の招集メンバーに名を連ねた。
2024年7月8日、パリ五輪のフランス代表に招集された。7月11日にドミニカ共和国代表と対戦した。結果は7-0でフランスが勝利し、その試合では2Gの活躍でチームに貢献した。
2024年、オリンピックフランス代表に選ばれた。2024年7月24日、オリンピック開幕戦のアメリカ合衆国戦でゴールを決め、3-0の勝利に貢献した。
2024年8月29日、A代表に招集された。
2024年9月6日、パルク・デ・プランスで行われたイタリア戦でA代表デビューを果たした。同選手は試合に先発出場し、58分間プレーした。

## 個人成績
2024年5月19日の試合時点
| クラブ                 | シーズン     | リーグ             | リーグ | リーグ | カップ | カップ | リーグカップ | リーグカップ | ヨーロッパ | ヨーロッパ | 通算 | 通算 |
| クラブ                 | シーズン     | ディビジョン       | 出場   | 得点   | 出場   | 得点   | 出場         | 得点         | 出場       | 得点       | 出場 | 得点 |
| ---------------------- | ------------ | ------------------ | ------ | ------ | ------ | ------ | ------------ | ------------ | ---------- | ---------- | ---- | ---- |
| レディング             | 2018-19      | チャンピオンシップ | 4      | 0      | 0      | 0      | 0            | 0            | –          | –          | 4    | 0    |
| レディング             | 2019-20      | チャンピオンシップ | 19     | 0      | 3      | 0      | 1            | 0            | –          | –          | 23   | 0    |
| レディング             | 2020-21      | チャンピオンシップ | 44     | 7      | 1      | 0      | 1            | 0            | –          | –          | 46   | 7    |
| レディング             | 通算         | 通算               | 67     | 7      | 4      | 0      | 2            | 0            | –          | –          | 73   | 7    |
| クリスタル・パレス     | 2021-22      | プレミアリーグ     | 26     | 2      | 5      | 2      | 0            | 0            | –          | –          | 31   | 4    |
| クリスタル・パレス     | 2022-23      | プレミアリーグ     | 37     | 2      | 1      | 0      | 2            | 0            | –          | –          | 40   | 2    |
| クリスタル・パレス     | 2023-24      | プレミアリーグ     | 19     | 10     | 0      | 0      | 0            | 0            | –          | –          | 19   | 10   |
| クリスタル・パレス     | 通算         | 通算               | 82     | 14     | 6      | 2      | 2            | 0            | –          | –          | 90   | 16   |
| バイエルン・ミュンヘン | 2024-25      | ブンデスリーガ     | 34     | 12     | 2      | 0      | –            | –            | 14         | 5          | 50   | 17   |
| バイエルン・ミュンヘン | 2025-26      | ブンデスリーガ     |        |        |        |        |              |              |            |            |      |      |
| キャリア通算           | キャリア通算 | キャリア通算       | 183    | 33     | 12     | 2      | 4            | 0            | 14         | 5          | 213  | 40   |

## タイトル

### クラブ
バイエルン・ミュンヘン
- ブンデスリーガ: 2024-25

### 代表
U-23フランス代表
- パリオリンピック銀メダル: 2024

### 個人
- EFLチャンピオンシップシーズン最優秀若手選手:2020-21[28]
- EFLチャンピオンシップベストチーム:2020-21[29]
- PFA年間最優秀選手:2020-21[30]
- クリスタル・パレス シーズン最優秀ゴール[31]
- クリスタル・パレス シーズン最優秀選手賞:2022-23[32]
- プレミアリーグ月間最優秀ゴール:2023年1月[33]